# Comaleros
Comaleros är en ort i Mexiko.   Den ligger i kommunen Salamanca och delstaten Guanajuato, i den centrala delen av landet, 240 km nordväst om huvudstaden Mexico City. Comaleros ligger 1 720 meter över havet och antalet invånare är 143.
Terrängen runt Comaleros är en högslätt. Runt Comaleros är det ganska tätbefolkat, med 185 invånare per kvadratkilometer. Närmaste större samhälle är Salamanca, 8,6 km norr om Comaleros. Trakten runt Comaleros består till största delen av jordbruksmark.